# プリズムコンプレッサー

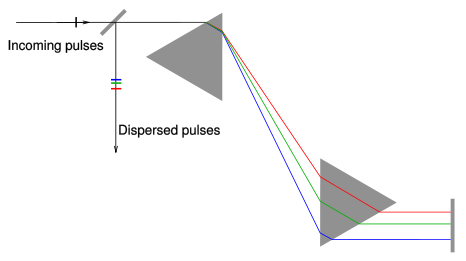
図1. プリズムコンプレッサー.赤線は長波長、青線は短波長を示す。この図の状態では負の分散補償を起こす。

プリズムコンプレッサー (英語: Prism compressor) は、超短パルスの時間幅を短縮する光学機器である。一般的に、二つのプリズムと一つの鏡から成り立つ(図1)。プリズムの分散により、異なる波長成分が異なる経路を通り、全ての波長成分が異なるタイミングでプリズムから離れ、同じ方向に向かう。レーザーパルスの波長成分がすでに時間的に分割されていた場合は、各波長成分を時間的に重ね、短いパルスを作る。
プリズムコンプレッサーは一般に、モード同期されたチタンサファイアレーザー中の分散を補償するために使用される。レーザー共振器の中を通る間にパルスは引き伸ばされ、この分散を補償する目的で共振器内にパルスコンプレッサーが設置される。

## プリズムの作用

図2. プリズムコンプレッサーの光学系

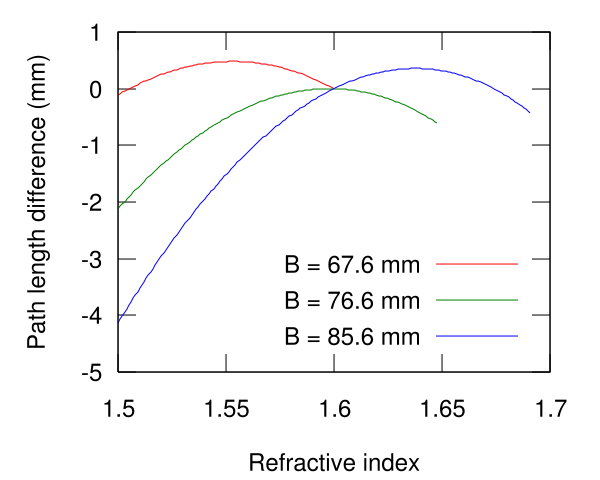
図3. A = 100 mm, θ = 55、α = 10°での光路長のグラフ;. B の値によって、線の色を変えている。, B = 67.6 mm は、屈折率が1.6でビームが両方のプリズムの先端を通過することを意味する。 (グラフの色は、図1の波長の色とは対応していない。)

可視光を透過するほとんどの材質は正の分散を持ち、波長が長いほど屈折率が小さくなる。これは長波長成分ほどその材質を速く通過することを意味する。プリズムコンプレッサーにおける正の分散は、長波長成分が二つ目のプリズムでより長い距離を移動する事で相殺される。短波長成分は空気中を長距離移動するので、デリケートな調整を要する。
光学系を慎重に設計する事で、他の光学機器で発生した正の分散を補正する負の分散を作り出せる(図3)。プリズム2を移動させる事で、コンプレッサーの分散を正（青線）負（赤線）双方に調整可能。P2の移動は光線から外れない範囲に限られるため、負の分散の範囲は比較的狭い。
BK7のような一般的な物質の屈折率は、超短パルスで可能な数十ナノメートル以内の波長ではほとんど変わらない。実用的な大きさでは、光路長のずれにして数百マイクロメートルしか補償できない。しかし、 SF10, SF11のような屈折率の大きい結晶を使うことで、補償できる光路長は数mmになる。この技術は、チタンサファイア結晶の補償の為にフェムト秒レーザーの中で使われ、また、他の物質による分散の補償にも使われる。またプリズムコンプレッサー自体で高い分散を作ることも可能で、超短パルス長の調節や、位相歪みの補正に用いられる。MIIPSは、自動で高い分散を測定、補償できるパルス整形技術の一つである。

## 他のコンプレッサーとの比較
他のパルスコンプレッサーで最も一般的なは、回折格子によるもので、プリズムコンプレッサーと比べより多くの負分散を容易に作り出せる（数十mmから数cm）。しかし回折格子コンプレッサーは、金属コーティングされていた場合、散乱や吸収の為に30%の強度ロスが起こる。反射がないようにしたプリズムコンプレッサーは2%のロスしかなく、レーザー共振器内部に設置可能、回折格子コンプレッサーより安価という利点がある。
他のパルス圧縮技術にはチャープミラーがある。負分散で反射する誘電体のミラーだが、設計の難易度が高く、分散の量が小さい。プリズムコンプレッサーと同等の分散を作るには複数回の反射を要し、調整が難しい。一方で、特定の分散を持つものを作成可能である。大きい帯域幅を持ったパルスを圧縮するのに使われる。